# Anna (chanson)
Pour les articles homonymes, voir Anna.
 (novembre 2011).
Singles de Téléphone
Téléphone
(1977) Métro (c'est trop)
(1978)
Pistes de Téléphone
Sur la route
Anna est une chanson composée par le groupe Téléphone, sortie en 1977 dans l'album Téléphone et chantée par Jean-Louis Aubert.

## Reprises
- Les Bidochons rebaptisés Les Bidophones ont parodié cette chanson renommée Anal en 1997 sur l'album Cache ton machin

## Liens
- Ressource relative à la musique :   - MusicBrainz (œuvres)